# Mikłaszewo
Mikłaszewo – wieś w Polsce położona w województwie podlaskim, w powiecie hajnowskim, w gminie Narewka.
| SIMC    | Nazwa      | Rodzaj    |
| ------- | ---------- | --------- |
| 0036920 | Chrabuśnik | część wsi |
| 0036937 | Nowinka    | część wsi |
| 0036943 | Pod Piaski | część wsi |

W latach 1975–1998 miejscowość administracyjnie należała do województwa białostockiego.
30 lipca 1941, w ramach akcji tzw. „oczyszczania Puszczy Białowieskiej” inspirowanej przez Hermanna Göringa, hitlerowcy wysiedlili mieszkańców Mikłaszewa, a wieś liczącą 105 gospodarstw zrównali z ziemią. Chodziło o utworzenie wokół Puszczy strefy niezamieszkanej, aby utrudnić działalność partyzantom.
Prawosławni mieszkańcy wsi należą do parafii św. Mikołaja w Narewce, a wierni kościoła rzymskokatolickiego do parafii św. Jana Chrzciciela w Narewce.
We wsi jest towarowa stacja kolejowa Mikłaszewo.